# Olympische Sommerspiele 1936/Ringen – Griechisch-römischer Stil Leichtgewicht (Männer)
Das griechisch-römische Ringen im Leichtgewicht bei den Olympischen Sommerspielen 1936 wurde vom 6. bis 9. August in der Deutschlandhalle ausgetragen. Pro Nation durfte maximal ein Athlet antreten. Die Gewichtsklasse war auf 66 kg begrenzt.
Der Wettbewerb wurde nach einem Ausscheidungssystem mit Minuspunkten ausgetragen. In jeder Runde hatte jeder Athlet einen Kampf. Bei ungerader Anzahl an Athleten, hatte ein Athlet ein Freilos. Der Verlierer eines Kampfes erhielt 3 Minuspunkte, wenn er durch einen Schultersieg seines Gegner unterlag oder mit 0:3 Punkten den Kampf verlor. Zwei Minuspunkte erhielt der Athlet bei einer Niederlage von 1:2 Punkten. Der Sieger erhielt einen Minuspunkt, wenn er nach Punkten gewann, und 0 Minuspunkte, wenn der Sieg durch Schultersieg erfolgte. Am Ende jeder Runde wurde jeder Athlet mit mehr als 4 Minuspunkten eliminiert.

## Zeitplan
| Datum          | Runde                   |
| -------------- | ----------------------- |
| 6. August 1936 | Runde 1                 |
| 7. August 1936 | Runde 2                 |
| 8. August 1936 | Runde 3 Runde 4         |
| 9. August 1936 | Runde 5 Runde 6 Runde 7 |

## Ergebnisse

### Runde 1
| Sieger             | Nation             | Art des Sieges          | Verlierer           | Nation          |
| ------------------ | ------------------ | ----------------------- | ------------------- | --------------- |
| Alberto Molfino    | Königreich Italien | Schultersieg            | Sotirios Vatanidis  | Griechenland    |
| Herbert Olofsson   | Schweden           | Punkteentscheidung, 3–0 | Josef Grahsl        | Österreich      |
| Zbigniew Szajewski | Polen              | Punkteentscheidung, 2–1 | Imam Hassan Ali     | Ägypten         |
| Aage Meyer         | Dänemark           | Schultersieg            | Mathias Scheitler   | Luxemburg       |
| Voldemar Väli      | Estland            | Schultersieg            | Arild Dahl          | Norwegen        |
| Lauri Koskela      | Finnland           | Punkteentscheidung, 2–1 | Heinrich Nettesheim | Deutsches Reich |
| Saim Arıkan        | Türkei             | Punkteentscheidung, 3–0 | Adolphe Osselaer    | Belgien         |
| Filip Borlovan     | Rumänien           | Punkteentscheidung, 2–1 | József Kálmán       | Ungarn          |
| Josef Herda        | Tschechoslowakei   | Schultersieg            | Oskar Holinger      | Schweiz         |

| Rang | Athlet              | Nation             | Minuspunkte |
| ---- | ------------------- | ------------------ | ----------- |
| 1    | Josef Herda         | Tschechoslowakei   | 0           |
| 1    | Aage Meyer          | Dänemark           | 0           |
| 1    | Alberto Molfino     | Königreich Italien | 0           |
| 1    | Voldemar Väli       | Estland            | 0           |
| 5    | Saim Arıkan         | Türkei             | 1           |
| 5    | Filip Borlovan      | Rumänien           | 1           |
| 5    | Lauri Koskela       | Finnland           | 1           |
| 5    | Herbert Olofsson    | Schweden           | 1           |
| 5    | Zbigniew Szajewski  | Polen              | 1           |
| 10   | Imam Hassan Ali     | Ägypten            | 2           |
| 10   | József Kálmán       | Ungarn             | 2           |
| 10   | Heinrich Nettesheim | Deutsches Reich    | 2           |
| 13   | Arild Dahl          | Norwegen           | 3           |
| 13   | Josef Grahsl        | Österreich         | 3           |
| 13   | Oskar Holinger      | Schweiz            | 3           |
| 13   | Adolphe Osselaer    | Belgien            | 3           |
| 13   | Sotirios Vatanidis  | Griechenland       | 3           |
| 18   | Mathias Scheitler   | Luxemburg          | 3 (WD)      |

### Runde 2
| Sieger           | Nation           | Art des Sieges          | Verlierer           | Nation             |
| ---------------- | ---------------- | ----------------------- | ------------------- | ------------------ |
| Herbert Olofsson | Schweden         | Schultersieg            | Alberto Molfino     | Königreich Italien |
| Josef Grahsl     | Österreich       | Punkteentscheidung, 2–1 | Sotirios Vatanidis  | Griechenland       |
| Imam Hassan Ali  | Ägypten          | Punkteentscheidung, 3–0 | Aage Meyer          | Dänemark           |
| Arild Dahl       | Norwegen         | Punkteentscheidung, 3–0 | Zbigniew Szajewski  | Polen              |
| Voldemar Väli    | Estland          | Punkteentscheidung, 3–0 | Heinrich Nettesheim | Deutsches Reich    |
| Lauri Koskela    | Finnland         | Schultersieg            | Adolphe Osselaer    | Belgien            |
| Filip Borlovan   | Rumänien         | Punkteentscheidung, 2–1 | Saim Arıkan         | Türkei             |
| Josef Herda      | Tschechoslowakei | Punkteentscheidung, 3–0 | József Kálmán       | Ungarn             |
| Oskar Holinger   | Schweiz          | Freilos                 |                     |                    |

| Rang | Athlet              | Nation             | Minuspunkte |
| ---- | ------------------- | ------------------ | ----------- |
| 1    | Josef Herda         | Tschechoslowakei   | 1           |
| 1    | Lauri Koskela       | Finnland           | 1           |
| 1    | Herbert Olofsson    | Schweden           | 1           |
| 1    | Voldemar Väli       | Estland            | 1           |
| 5    | Filip Borlovan      | Rumänien           | 2           |
| 6    | Imam Hassan Ali     | Ägypten            | 3           |
| 6    | Saim Arıkan         | Türkei             | 3           |
| 6    | Oskar Holinger      | Schweiz            | 3           |
| 6    | Aage Meyer          | Dänemark           | 3           |
| 6    | Alberto Molfino     | Königreich Italien | 3           |
| 11   | Arild Dahl          | Norwegen           | 4           |
| 11   | Josef Grahsl        | Österreich         | 4           |
| 11   | Zbigniew Szajewski  | Polen              | 4           |
| 14   | József Kálmán       | Ungarn             | 5           |
| 14   | Heinrich Nettesheim | Deutsches Reich    | 5           |
| 14   | Sotirios Vatanidis  | Griechenland       | 5           |
| 17   | Adolphe Osselaer    | Belgien            | 6           |

### Runde 3
| Sieger             | Nation             | Art des Sieges          | Verlierer       | Nation     |
| ------------------ | ------------------ | ----------------------- | --------------- | ---------- |
| Alberto Molfino    | Königreich Italien | Schultersieg            | Oskar Holinger  | Schweiz    |
| Herbert Olofsson   | Schweden           | Punkteentscheidung, 3–0 | Imam Hassan Ali | Ägypten    |
| Zbigniew Szajewski | Polen              | Schultersieg            | Josef Grahsl    | Österreich |
| Arild Dahl         | Norwegen           | Schultersieg            | Aage Meyer      | Dänemark   |
| Voldemar Väli      | Estland            | Punkteentscheidung, 3–0 | Saim Arıkan     | Türkei     |
| Lauri Koskela      | Finnland           | Schultersieg            | Filip Borlovan  | Rumänien   |
| Josef Herda        | Tschechoslowakei   | Freilos                 |                 |            |

| Rang | Athlet             | Nation             | Minuspunkte |
| ---- | ------------------ | ------------------ | ----------- |
| 1    | Josef Herda        | Tschechoslowakei   | 1           |
| 1    | Lauri Koskela      | Finnland           | 1           |
| 3    | Herbert Olofsson   | Schweden           | 2           |
| 3    | Voldemar Väli      | Estland            | 2           |
| 5    | Alberto Molfino    | Königreich Italien | 3           |
| 6    | Arild Dahl         | Norwegen           | 4           |
| 6    | Zbigniew Szajewski | Polen              | 4           |
| 8    | Filip Borlovan     | Rumänien           | 5           |
| 9    | Imam Hassan Ali    | Ägypten            | 6           |
| 9    | Saim Arıkan        | Türkei             | 6           |
| 9    | Oskar Holinger     | Schweiz            | 6           |
| 9    | Aage Meyer         | Dänemark           | 6           |
| 13   | Josef Grahsl       | Österreich         | 7           |

### Runde 4
| Winner           | Nation           | Victory Type | Loser              | Nation             |
| ---------------- | ---------------- | ------------ | ------------------ | ------------------ |
| Josef Herda      | Tschechoslowakei | Schultersieg | Alberto Molfino    | Königreich Italien |
| Herbert Olofsson | Schweden         | Schultersieg | Arild Dahl         | Norwegen           |
| Voldemar Väli    | Estland          | Schultersieg | Zbigniew Szajewski | Polen              |
| Lauri Koskela    | Finnland         | Freilos      |                    |                    |

| Rang | Athlet             | Nation             | Minuspunkte |
| ---- | ------------------ | ------------------ | ----------- |
| 1    | Josef Herda        | Tschechoslowakei   | 1           |
| 1    | Lauri Koskela      | Finnland           | 1           |
| 3    | Herbert Olofsson   | Schweden           | 2           |
| 3    | Voldemar Väli      | Estland            | 2           |
| 5    | Alberto Molfino    | Königreich Italien | 6           |
| 6    | Arild Dahl         | Norwegen           | 7           |
| 7    | Zbigniew Szajewski | Polen              | 7           |

### Runde 5
| Sieger        | Nation   | Art des Sieges          | Verlierer        | Nation           |
| ------------- | -------- | ----------------------- | ---------------- | ---------------- |
| Lauri Koskela | Finnland | Punkteentscheidung, 2–1 | Josef Herda      | Tschechoslowakei |
| Voldemar Väli | Estland  | Schultersieg            | Herbert Olofsson | Schweden         |

| Rang | Athlet           | Nation           | Minuspunkte |
| ---- | ---------------- | ---------------- | ----------- |
| 1    | Lauri Koskela    | Finnland         | 2           |
| 1    | Voldemar Väli    | Estland          | 2           |
| 3    | Josef Herda      | Tschechoslowakei | 3           |
| 4    | Herbert Olofsson | Schweden         | 5           |

### Runde 6
| Sieger        | Nation           | Art des Sieges          | Verlierer     | Nation  |
| ------------- | ---------------- | ----------------------- | ------------- | ------- |
| Lauri Koskela | Finnland         | Punkteentscheidung, 2–1 | Voldemar Väli | Estland |
| Josef Herda   | Tschechoslowakei | Freilos                 |               |         |

| Rang | Athlet        | Nation           | Minuspunkte |
| ---- | ------------- | ---------------- | ----------- |
| Gold | Lauri Koskela | Finnland         | 3           |
| 2    | Josef Herda   | Tschechoslowakei | 3           |
| 3    | Voldemar Väli | Estland          | 4           |

### Runde 7
| Sieger      | Nation           | Art des Sieges          | Verlierer     | Nation  |
| ----------- | ---------------- | ----------------------- | ------------- | ------- |
| Josef Herda | Tschechoslowakei | Punkteentscheidung, 3–0 | Voldemar Väli | Estland |

| Rang   | Athlet        | Nation           | Minuspunkte |
| ------ | ------------- | ---------------- | ----------- |
| Silber | Josef Herda   | Tschechoslowakei | 4           |
| Bronze | Voldemar Väli | Estland          | 7           |